# 宮城県道108号白石停車場線
宮城県道108号白石停車場線（みやぎけんどう108ごう しろいしていしゃじょうせん）は、宮城県白石市の東日本旅客鉄道（JR東日本）東北本線白石駅と国道113号線を結ぶ一般県道である。

## 路線概要
現在の沢目地内を通る部分は、明治年間に駅開業のため新たに切り開かれたものである。西進したのち中町地内の交差点で右折、北進するが、この交差点は南北方向で互い違う構造となっている。これはかつて奥州街道がこの場所を通っていた頃の名残であり、以後はこの旧街道筋を通って終点へと向かう。この周辺からの商店街には古いアーケードがかけられ、かつて宮城県南部の中心地だった面影をいまだ残している。長町地内は路線が変更される以前には国道113号だった道筋でもあるが、駅前から続いて来た商店街と共にほどなく終着点となって国道113号に合流する。
春と夏には全線が通行止めされて、そのまま市民祭りの会場ともなる。
- 起点：宮城県白石市字沢目（白石駅前）
- 終点：宮城県白石市字亘理町（交差点＝国道113号交点）
- 距離：690 m

## 通過する自治体
- 宮城県
  - 白石市

## 接続する道路
- 国道113号